# Fügen
Fügen – gmina w Austrii, w kraju związkowym Tyrol, w powiecie Schwaz. Leży w dolinie Zillertal, w Tyrolu. Według Austriackiego Urzędu Statystycznego liczyła 4021 mieszkańców (1 stycznia 2015).